# C1orf198
C1orf198 (англ. Chromosome 1 open reading frame 198) – білок, який кодується однойменним геном, розташованим у людей на 1-й хромосомі. Довжина поліпептидного ланцюга білка становить 327 амінокислот, а молекулярна маса — 36 346.
| 10         |  | 20         |  | 30         |  | 40         |  | 50         |
| ---------- |  | ---------- |  | ---------- |  | ---------- |  | ---------- |
| MASMAAAIAA |  | SRSAVMSGNR |  | PLDDRERKRF |  | TYFSSLSPMA |  | RKIMQDKEKI |
| REKYGPEWAR |  | LPPAQQDEII |  | DRCLVGPRAP |  | APRDPGDSEE |  | LTRFPGLRGP |
| TGQKVVRFGD |  | EDLTWQDEHS |  | APFSWETKSQ |  | MEFSISALSI |  | QEPSNGTAAS |
| EPRPLSKASQ |  | GSQALKSSQG |  | SRSSSLDALG |  | PTRKEEEASF |  | WKINAERSRG |
| EGPEAEFQSL |  | TPSQIKSMEK |  | GEKVLPPCYR |  | QEPAPKDREA |  | KVERPSTLRQ |
| EQRPLPNVST |  | ERERPQPVQA |  | FSSALHEAAP |  | SQLEGKLPSP |  | DVRQDDGEDT |
| LFSEPKFAQV |  | SSSNVVLKTG |  | FDFLDNW    |  |            |  |            |

A: Аланін

C: Цистеїн

D: Аспарагінова кислота

E: Глутамінова кислота

F: Фенілаланін

G: Гліцин

H: Гістидин

I: Ізолейцин

K: Лізин

L: Лейцин

M: Метіонін

N: Аспарагін

P: Пролін

Q: Глутамін

R: Аргінін

S: Серин

T: Треонін

V: Валін

W: Триптофан

Кодований геном білок за функцією належить до фосфопротеїнів. 
Задіяний у таких біологічних процесах, як ацетилювання, альтернативний сплайсинг. 
Локалізований у цитоплазмі.